# 林俊德
林俊德（1938年3月13日—2012年5月31日），福建永春人，中国爆炸力学与核试验工程专家，中国工程院院士，中国人民解放军少将。

## 生平
林俊德1960年毕业于浙江大学机械系，分配到国防科委下属研究所工作；之后，到哈尔滨中国人民解放军军事工程学院进修两年。从1964年到1996年，参与了中国的全部45次核试验。林俊德长期从事空中爆炸冲击波、地下爆炸岩体应力波、爆炸地震波、爆炸安全工程技术、强动载实验设备与实验测量技术等研究工作。参加过众多重大国防科研试验任务，带领项目组解决了多项关键技术课题。为测量核爆炸冲击波参数，林俊德团队独立创新制作了钟表式压力自记仪。曾获国家发明奖2项，国家科技进步奖2项，获二等以上省部级科技进步奖12项。1990年获中华人民共和国人事部颁发的“有突出贡献的中青年专家”证书。1993年，晋升少将军衔。2001年，当选中国工程院土木、水利与建筑工程学部院士。生前担任解放军总装备部第21试验训练基地研究员。2012年5月31日，因患胆管癌在西安逝世。逝世前数小时，还在众人的搀抬下走向数步之外的办公桌继续工作。
2013年1月17日，中央军委主席习近平签署命令，追授林俊德“献身国防科技事业杰出科学家”荣誉称号，同时追授一级英雄模范勋章。2013年2月19日，“感动中国2012年度人物评选”颁奖典礼在中央电视台综合频道播出，他被选为年度人物。2018年9月20日，中央军委决定，增补林俊德、张超为全军挂像英模。